# Barbote
O barbote consistia em um item da armadura medieval, semelhante à babeira, porém de utilidade única.
Objeto feito em couro, cota de malha, ou de forma ainda mais variada, tinha como função proteger a barba do cavaleiro.